# 人民路駅 (杭州市)
人民路駅（じんみんろえき）は、中華人民共和国浙江省杭州市蕭山区市心南路と人民路の交差点に位置する杭州地下鉄2号線の駅。

## 歴史
- 2014年11月24日：開業[1]。

## 駅構造
島式ホーム1面2線を有する地下駅。地下1階には地下街が設けられており、これは駅コンコースの西側に接続している。なお、この地下街は駅コンコースと平行しながらも独立した配置となっている。

### のりば
| 路線    | 方向 | 行先     |
| ------- | ---- | -------- |
| ■ 2号線 | 下り | 朝陽方面 |
| ■ 2号線 | 上り | 良渚方面 |

（出典：杭州地下鉄：站内空间示意图）

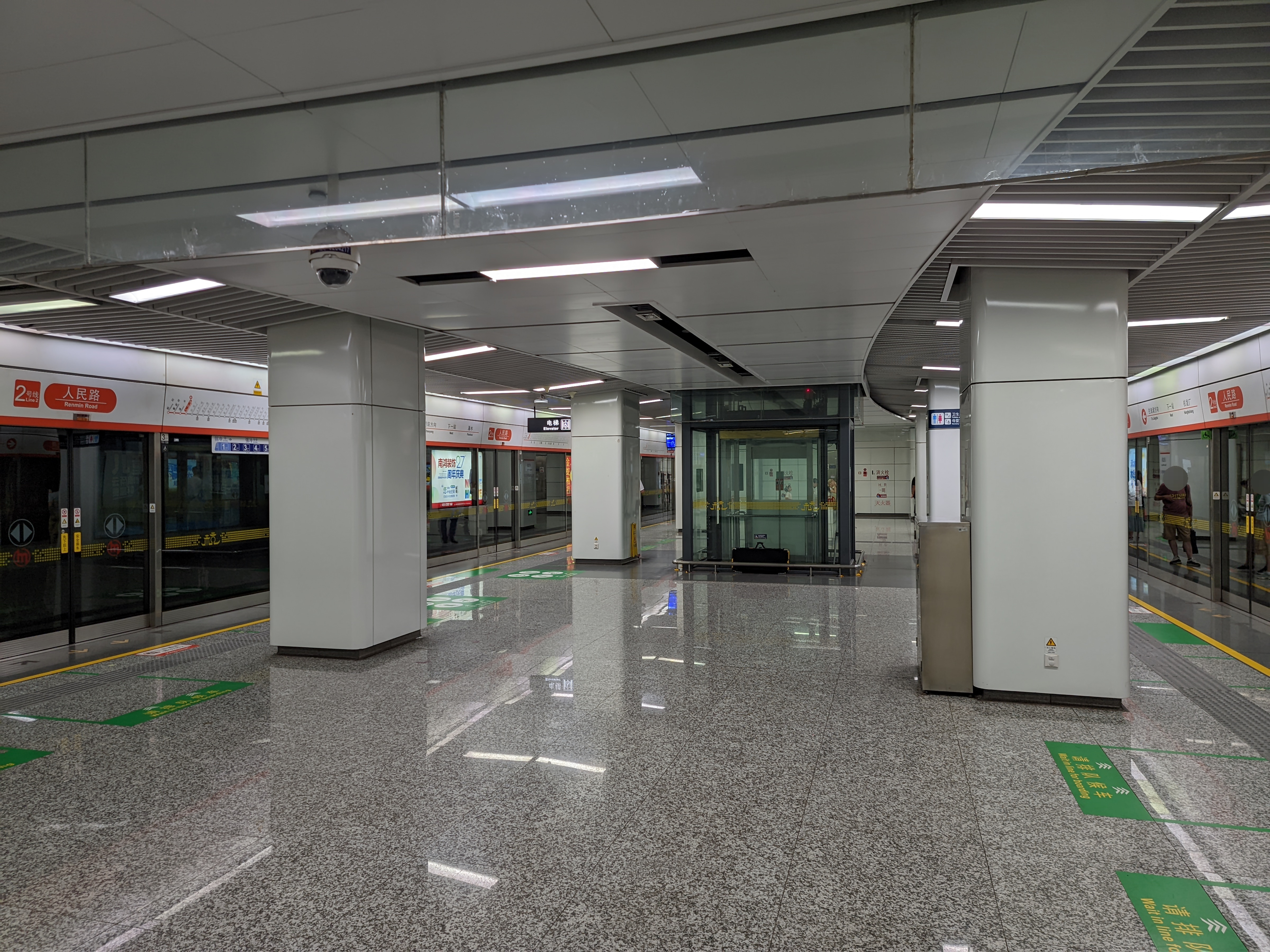
ホーム
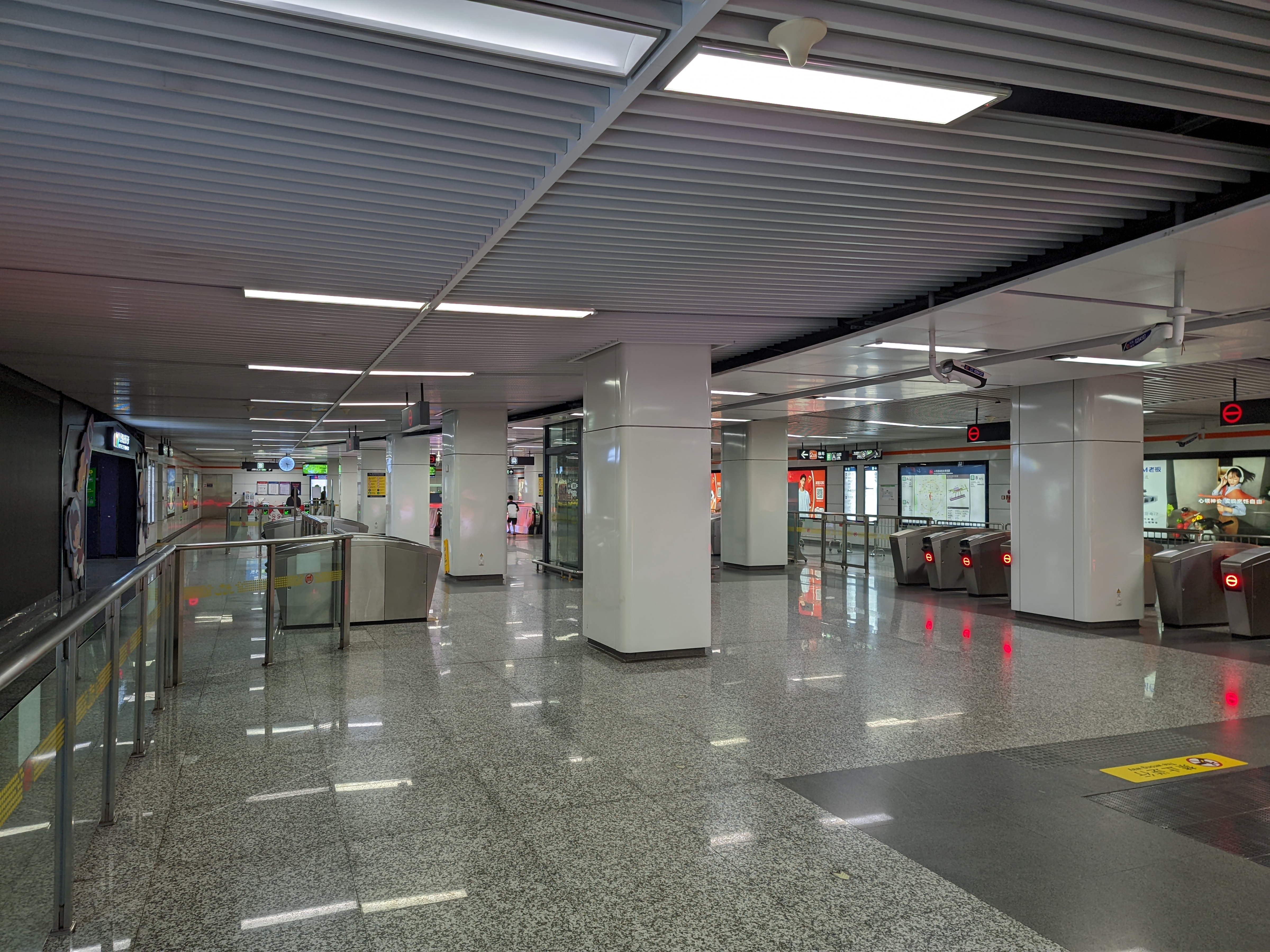
コンコース
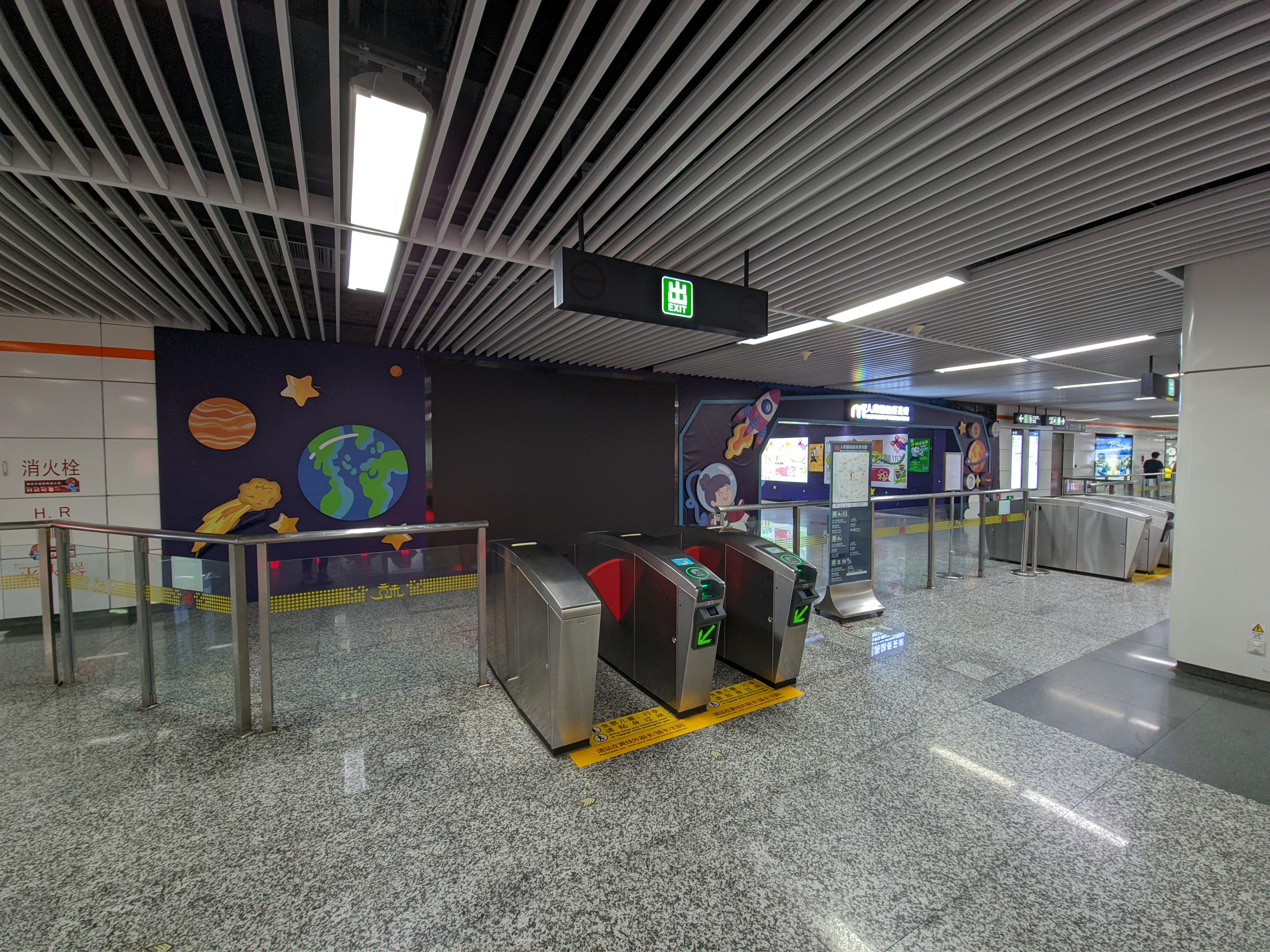
地下街の入口

## 駅周辺
- 新世紀広場
- 蕭山青少年宮
- 浙江開元蕭山賓館
- 永興公園
- 蕭山区第一人民医院（中国語版）
- 萧山体育中心

## 隣の駅
杭州地下鉄
■ 2号線
潘水駅 - 人民路駅 - 杭発廠駅